# Cetona
Cetona è un comune italiano di 2 442 abitanti della provincia di Siena in Toscana.

## Storia
Il toponimo Cetona probabilmente deriva da un'antica pieve paleocristiana, citata nei documenti come baptisterium Sancti Johannis de Queneto o de Queteno, forse in riferimento al torrente Chieteno che scorre poco a sud. In un testo del 1275 tale chiesa è riportata come plebs Sancti Johannis de Scetona. Reperti risalenti all'eneolitico sono stati rinvenuti nei dintorni della città, presso la tomba Lattaia.
Tra il VII-VI secolo a.C. villaggi etruschi sorgono sulle colline di Chiusi e Sarteano. A Cetona l'insediamento è documentato nei pressi di Camposervoli.
Nel 1207 si ha la prima menzione del castello di Cetona.
Nel 1260 il borgo passa alla Repubblica di Orvieto, dopo una lunga contesa con quella di Siena.
Nel 1418, conquistata dal capitano di ventura Braccio di Montone, signore di Perugia, Cetona viene da questi venduta alla Repubblica di Siena.
Nel 1556, fedeli a Siena per quasi un secolo e mezzo, gli abitanti, decimati dalle pestilenze e dalle guerre, si arrendono senza combattere all'esercito imperiale in Toscana quando questo si presenta sotto le mura. Il borgo viene così inglobato nel Granducato di Toscana.
Nel 1558-69 Cetona è concessa in feudo dal Granduca Cosimo I alla famiglia Vitelli. Con il marchesato dei Vitelli ha inizio un'epoca d'oro per la cittadina.
Il marchesato di Cetona fu concesso da Cosimo I a Gianluigi (Chiappino) Vitelli suo fedele generale e consigliere nella conquista di Siena. Il feudo fu dato come regalia nel 1559 per i servigi resi. Egli si prodigò per rendere il centro urbanisticamente più gradevole, trasformando il vecchio centro racchiuso tra le sue mura arcigne. 
A Chiappino, deceduto nel 1575, successe il figlio naturale generale Giovan Vincenzo fino al 1596, il nipote Niccolò fino a Gianluigi detto Chiappino II, morto nel 1640 senza figli, ritornando così il feudo alla Corona. 
La rocca trasformata di civile abitazione dai Vitelli, fu concessa nel 1652 a Napoleone Burchielli ed ai suoi discendenti con l'obbligo di manutenzione dell'orologio pubblico e delle case intorno.
Tornata a far parte del Granducato di Toscana, ne segue le sorti fino al Risorgimento e all'unità d'Italia.
Dal 1927 al 1935 Umberto Calzoni effettua scavi nelle grotte di Cetona, ritrovando reperti dell'Età del Bronzo.
Dal 2001 Cetona è inclusa nell'elenco dei borghi più belli d'Italia.

### Simboli
Lo stemma è stato concesso con regio decreto del 19 gennaio 1882
Il gonfalone è un drappo di rosso.

## Monumenti e luoghi d'interesse

### Architetture religiose
- Chiesa di Santa Maria in Belverde
- Chiesa di San Michele Arcangelo
- Collegiata della Santissima Trinità
- Convento di San Francesco
- Chiesa di San Lazzaro, nella frazione di Piazze
- Chiesa di San Giovanni Battista, nella località di Camporsevoli

### Architetture civili
- Villa La Vagnola

### Siti archeologici
- Tomba Lattaia

## Società

### Evoluzione demografica
Abitanti censiti

### Etnie e minoranze straniere
Secondo i dati ISTAT al 31 dicembre 2010 la popolazione straniera residente era di 279 persone. Le nazionalità maggiormente rappresentate in base alla loro percentuale sul totale della popolazione residente erano:
- Romania 130 4,46%

## Cultura

### Musei
- Museo civico per la preistoria del monte Cetona

## Geografia antropica

### Frazioni
Unica frazione del comune è Piazze (399 m s.l.m., 704 abitanti), mentre altre località notevoli sono quelle di Belverde, Camporsevoli, Patarnione, Poggio alla Vecchia e Vecciano.

## Amministrazione
Di seguito è presentata una tabella relativa alle amministrazioni che si sono succedute in questo comune.
| Periodo        | Periodo        | Primo cittadino  | Partito                                                        | Carica  | Note  |
| -------------- | -------------- | ---------------- | -------------------------------------------------------------- | ------- | ----- |
| 26 giugno 1985 | 27 giugno 1990 | Sirio Bussolotti | Partito Comunista Italiano                                     | Sindaco | [ 8 ] |
| 27 giugno 1990 | 24 aprile 1995 | Sirio Bussolotti | Partito Comunista Italiano, Partito Democratico della Sinistra | Sindaco | [ 8 ] |
| 24 aprile 1995 | 14 giugno 1999 | Marco Macchietti | lista civica                                                   | Sindaco | [ 8 ] |
| 14 giugno 1999 | 14 giugno 2004 | Marco Macchietti | centro-sinistra                                                | Sindaco | [ 8 ] |
| 14 giugno 2004 | 8 giugno 2009  | Roberto Caldesi  | centro-sinistra                                                | Sindaco | [ 8 ] |
| 8 giugno 2009  | 26 maggio 2014 | Fabio Di Meo     | centro-sinistra                                                | Sindaco | [ 8 ] |
| 26 maggio 2014 | 27 maggio 2019 | Eva Barbanera    | centro-sinistra Per Cetona                                     | Sindaco | [ 8 ] |
| 27 maggio 2019 | in carica      | Roberto Cottini  | centro-sinistra                                                | Sindaco | [ 8 ] |